# Phil Johnson
Philip Donald Johnson (ur. 6 września 1941 w Grace) – amerykański koszykarz akademicki, następnie trener koszykarski.

## Osiągnięcia

### Zawodnicze
NCAA
- Uczestnik rozgrywek:
  - Sweet 16 turnieju NCAA (1962)
  - turnieju NCAA (1962, 1963)

### Trenerskie
Drużynowe
- Wicemistrzostwo NBA (1997, 1998)¹
- Mistrzostwo sezonu regularnego konferencji Big Sky NCAA (1965¹, 1966¹, 1968¹, 1969–1971)

Indywidualne
- Trener roku:
  - NBA (1975)[1]
  - konferencji Big Sky (1969–1971)
- Laureat nagrody Tex Winter Assistant Coach Lifetime Impact Award (2016)
- Zaliczony do Galerii Sław Sportu:
  - Weber State University Sports Hall of Fame (1992)
  - Utah State (1997)
  - Utah Sports Hall of Fame (2011)

¹ – jako asystent trenera